# 第十二代德比伯爵爱德华·史密斯-斯坦利
爱德华·史密斯-斯坦利，第十二代德比伯爵，PC（Edward Smith-Stanley, 12th Earl of Derby，1752年12月12日—1834年10月21日），18世纪末、19世纪初英国贵族、政治家。在1771年至1776年间称为“斯特兰奇勋爵”（Lord Strange）。他两度担任蘭卡斯特公爵領地總裁（Chancellor of the Duchy of Lancaster）。

## 早年
德比的父亲是詹姆斯·史密斯-斯坦利，斯特兰奇勋爵（James Smith-Stanley, Lord Strange），祖父是爱德华·斯坦利，第十一代德比伯爵（Edward Stanley, 11th Earl of Derby），母亲是露西·史密斯（Lucy Smith），外祖父是休·史密斯（Hugh Smith）。德比的父亲根据一条1741年的法令，在自己的姓氏中加入史密斯。1764年，他入读伊顿公学。七年后，德比入读剑桥大学三一学院。

## 从政
1774年，德比参选兰开夏郡国会议员勝出，进入下议院，并连任该区议员两年。1776年，他继承祖父的爵位，升入上议院。1783年4月至12月間，德比在福克斯-諾斯聯盟中擔任蘭卡斯特公爵領地總裁，同時進入樞密院。聯盟倒臺後，他渡過了23年的在野生涯。1806年，德比獲邀加入格倫威爾勳爵的賢能內閣，再次出任蘭卡斯特公爵領地總裁。
德比在1776年至1834年間擔任兰开夏郡郡尉（Lord Lieutenant of Lancashire）。1791年，他参与了曼徹斯特博尔顿及贝里运河的开凿工作，出资赞助工程。

## 赛马
1778年，德比在自家庄园“奥克斯”（The Oaks，位于Carshalton）举办晚餐会。会上，他与朋友计划组织一个奖金独得的賽馬，亦即葉森橡樹大賽（Epsom Oaks）。次年，葉森橡樹大賽首次进行，胜出者是德比自己的赛马布里奇特（Bridget）。他为此庆祝，并决定在会上定出新的、与葉森橡樹大賽类似的赛马（但参赛马匹岁数不超过四岁）的名字。德比与查尔斯·班伯里爵士（Sir Charles Bunbury）一起掷硬币，决定大赛以谁为名。德比胜出，大赛即定名为Derby Stakes（葉森打吡大賽）。班伯里的赛马Diomed在首届大赛胜出。而德比的赛马Sir Peter Teazle则在1787年胜出。

## 家庭
德比有两任妻子。他的原配夫人是伊丽莎白贵女（Lady Elizabeth），詹姆斯·汉密尔顿，第六代汉密尔顿公爵（James Hamilton, 6th Duke of Hamilton）之女。伊丽莎白在1797年3月14日逝世，享年44岁。同年5月1日，德比另娶女演员伊丽莎白·法伦为妻。他的原配夫人为他诞下三名子女，而法伦则为他诞下四名子女。1829年4月23日，法伦逝世。5年后的10月21日，德比逝世，享年82岁。他的爵位由嫡长子爱德华，斯坦利勋爵（Edward, Lord Stanley）继承。

## 来源

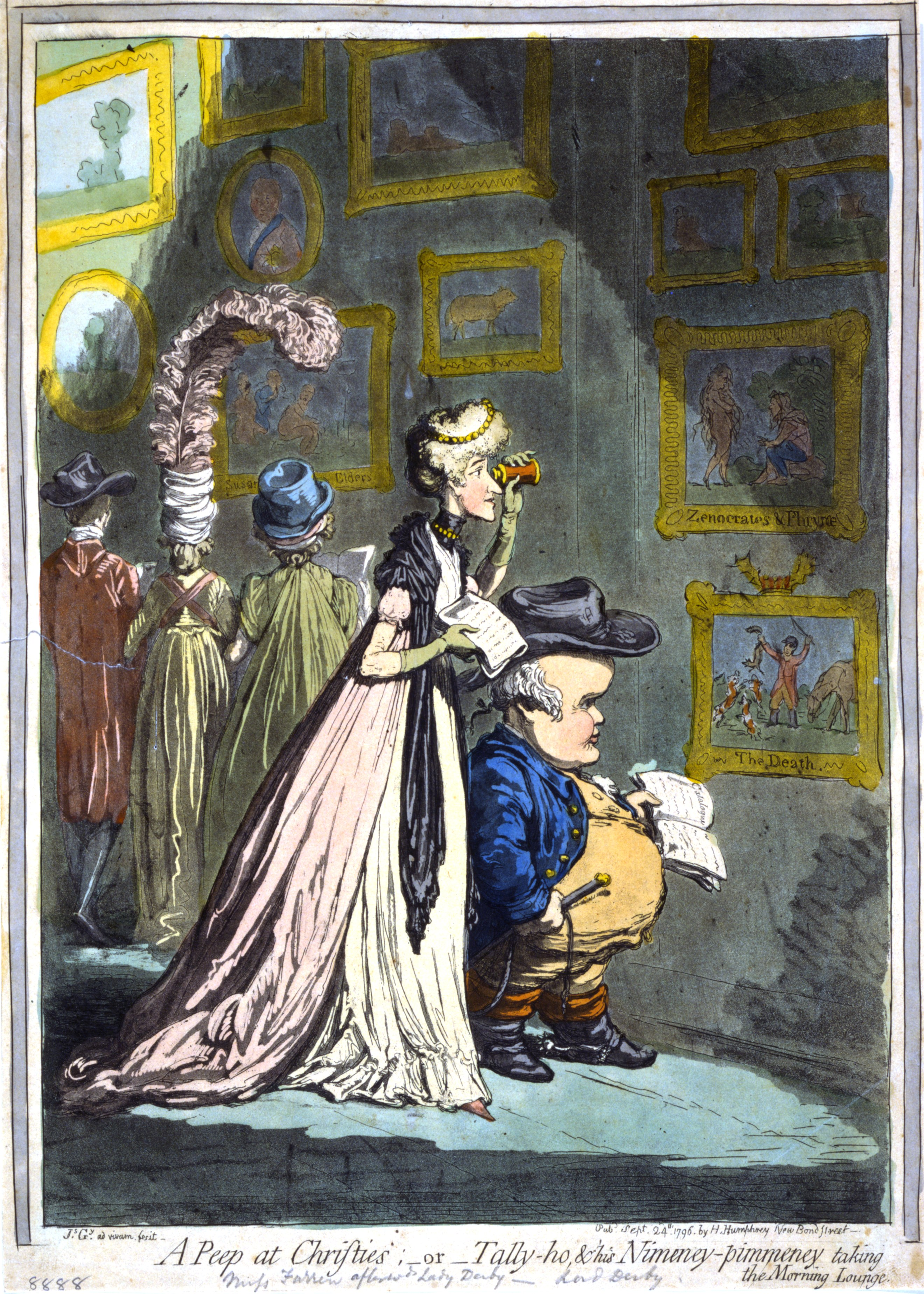
詹姆斯·吉尔雷讽刺漫画A Peep at Christies。画中，德比勋爵站在未来妻子伊丽莎白·法伦身旁。